# Ullambanasoetra

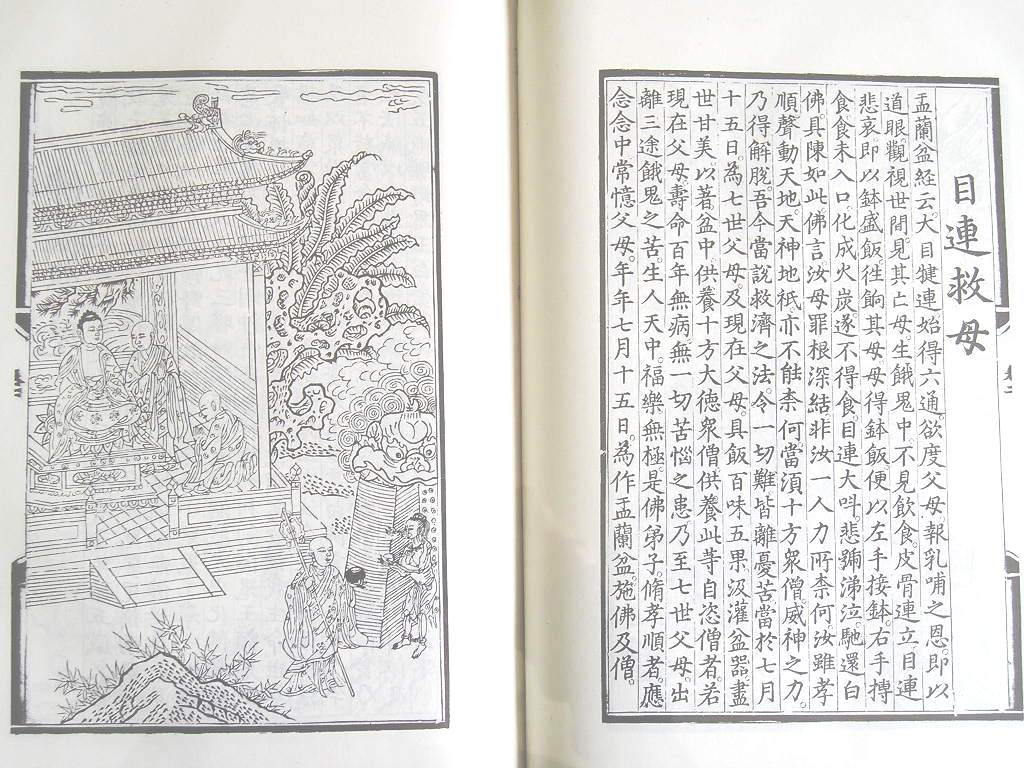
Mahamaudgalyayana redt zijn moeder.

Ullambanasoetra is een mahayana soetra. In de soetra vertelt Gautama Boeddha aan de monnik Maudgalyāyana hoe men kinderlijke gehoorzaamheid kan verrichten.
In de Ullambanasoetra geeft Boeddha instructies aan zijn discipel Mahāmaudgalyāyana hoe hij zijn moeder kan bevrijden uit de hel van gezondigden. Ze moest in deze hel gloeiende kolen eten die vervolgens weer uit haar lichaam kwamen door een gat in haar buik. Zijn moeder werd herboren in een preta door het doneren van voedsel aan de sangha op de vijftiende dag van de zevende maand van de maankalender. Tegenwoordig wordt dit gebruik in gebieden van het mahayana-boeddhisme nog voortgezet door het eren van de voorouders door verschillende offeringen.